# Director of Naval Communications
Director of Naval Communications (DNC) (deutsch wörtlich „Direktor der Marinekommunikation“) war eine Dienststellung innerhalb des Stabes des Admiralstabschefs der US Navy, des Chief of Naval Operations (CNO).
Der DNC war hauptsächlich verantwortlich für die Organisation, Verwaltung und den Betrieb des Marinenachrichtendienstes Office of Naval Intelligence, abgekürzt als Op‑20. Diese Dienststelle wurde 1916 geschaffen und ersetzte die seit 1912 existierende Stelle Superintendent of the Naval Radio Service. Seine Befugnisse und Verantwortlichkeiten entwickelten sich in den folgenden Jahrzehnten beständig weiter. Am 1. Juni 1945 wurden der Direktor und die stellvertretenden Direktoren zu Chief beziehungsweise Assistant Chiefs of Naval Communications.
In der Zeit von September 1942 bis April 1943 war Carl Frederick Holden der DNC und schloss während dieser Zeit, am 2. Oktober 1942, einen Vertrag zwischen der US Navy und der britischen Government Code and Cypher School (GC&CS) ab, der als das sogenannte Holden Agreement in die Geschichte einging und Vorläufer des BRUSA Agreements war, des am 17. Mai 1943 vom US War Department mit dem Vereinigten Königreich geschlossenen Pakts zur engen Zusammenarbeit bei der Kryptanalyse, der Entzifferung und Auswertung von Codes und Chiffren der Achsenmächte. Eine besonders wichtige Arbeitsgruppe innerhalb von Op‑20 war die für Kryptanalyse und Signals Intelligence zuständige Op‑20‑G.